# .travel
.travel是互联网的頂級域下贊助頂級域之一，用作表示旅遊業有關的網域，顧名思義，供旅行社、航空公司、住宿加早餐酒店、旅遊業監管機構等旅遊業相關組織使用。ICANN在2005年4月8日批准.travel成為贊助頂級域（Sponsored top-level domain），2006年1月起正式開放接受登記。
該網域原先是打算給予網上旅行社提供服務使用，後來開放至容許各類旅遊業網站加入。申請.travel網域時，申請人須向旅遊聯盟註冊管理公司（Tralliance Registry Management Company）呈交證明文件以申請「獨一身份號碼」（Unique Identification Number），以了解該人士或組織是否在旅遊業運作。只有以下類別旅遊業業者，方獲註冊：
- 航空公司
- 景點或主題公園
- 住宿加早餐酒店
- 的士、巴士或出租轿车營運商
- 營地設施管理人
- 租車公司
- 机场专用停车场公司
- 電腦留位/電腦技術服務供應商
- 會議展覽
- 旅遊局
- 郵輪
- 渡轮
- 酒店
- 度假區
- 賭場
- 乘客火車路線
- 餐廳
- 旅行社
- 旅遊傳媒
- 遊客組織
- 市場研究組織
- 旅遊保險
- 旅遊業訓練學院[3]

## 外部連結
- .travel 網站（页面存档备份，存于）